# Kębłów (gromada)
Kębłów – dawna gromada, czyli najmniejsza jednostka podziału terytorialnego Polskiej Rzeczypospolitej Ludowej w latach 1954–1972.
Gromady, z gromadzkimi radami narodowymi (GRN) jako organami władzy najniższego stopnia na wsi, funkcjonowały od reformy reorganizującej administrację wiejską przeprowadzonej jesienią 1954 do momentu ich zniesienia z dniem 1 stycznia 1973, tym samym wypierając organizację gminną w latach 1954–1972.
Gromadę Kębłów z siedzibą GRN w Kębłowie utworzono – jako jedną z 8759 gromad na obszarze Polski – w powiecie wołowskim w woj. wrocławskim, na mocy uchwały nr 31/54 WRN we Wrocławiu z dnia 2 października 1954. W skład jednostki weszły obszary dotychczasowych gromad Kębłów, Orsk i Wysokie (bez przysiółka Miłogoszcz) ze zniesionej gminy Chobienia w tymże powiecie oraz obszar dotychczasowej gromady Gawrony (bez przysiółka Budków) ze zniesionej gminy Rudna w powiecie lubińskim w tymże województwie. Dla gromady ustalono 11 członków gromadzkiej rady narodowej.
1 stycznia 1972 z gromady Kębłów wyłączono wieś Gawrony (z przysiółkiem Gawronki) i wieś  Wysokie (z przysiółkiem Rozłogi), włączając je do gromady Rudna w powiecie lubińskim w tymże województwie, po czym gromadę Kębłów zniesiono, a jej (pozostały) obszar włączono do gromady Chobienia w powiecie wołowskim.